# Marc Pajot
Pour les articles homonymes, voir Pajot.
Pour l’article ayant un titre homophone, voir Marc Pageau.
Marc Pajot est un navigateur français, né le 21 septembre 1953 à La Baule (Loire-Inférieure). Il fut l'un des équipiers d'Éric Tabarly.
Il a été médaillé olympique à dix-neuf ans avec son frère Yves, cinq fois champion du monde, vainqueur de la Route du Rhum, double demi-finaliste de la Coupe Louis-Vuitton en tant que skipper.
Membre du Yacht Club de France, du Yacht Club de Monaco ainsi que de l'Académie de marine, il se consacre aujourd’hui à la vente de yachts et à l’activité de conseil pour la construction et l'aménagement de marinas.
Il vit aujourd'hui à Saint-Tropez dans le Var.

## Biographie

### Navigateur

#### De l’âge de quatorze à vingt-trois ans, avec son frère Yves
Marc Pajot se distingue en régates sur la scène internationale et cumule de nombreux titres parmi les plus notables :
- sept fois champion de France ;
- cinq fois champion du monde ;
- médaillé d’argent aux Jeux olympiques de Munich en 1972 en Flying Dutchman[3].

#### Dix ans sur les océans
Marc Pajot se lance à l’assaut des océans auprès d’Éric Tabarly et devient cap-hornier à l’âge de vingt ans, lors de la première course autour du monde en équipage, la Whitbread en 1973 à bord de Pen Duick VI.
Il professionnalise l’image de la régate en haute mer en valorisant les sponsors qui lui font confiance parmi lesquels Paul Ricard et Elf Aquitaine grâce auxquels il accomplit de bonnes performances. 
Il arrive second à la Transat en double Lorient-les Bermudes-Lorient en 1979 avec Éric Tabarly sur l’hydrofoil Paul Ricard.
Marc Pajot accomplit quinze traversées de l’Atlantique en tant qu’équipier et skipper, en équipage, en double et en solitaire.

#### Elf Aquitaine«le Géant des mers»
Ses catamarans Elf Aquitaine lui permettront de réaliser une série de performances entre 1980 et 1983 :
- 1980 : vainqueur de La Baule-Dakar[4] ;
- 1981 : détenteur du record de l'Atlantique Nord en équipage en 9 jours, 10 heures et 6 minutes[5],[6] ;
- 1982 : vainqueur de la Route du Rhum[7] sur le catamaran de 18 m qui sera surnommé « le Géant des mers »[8].

#### Coupe Louis-Vuitton
En qualité de chef de projet, skipper et barreur, Marc Pajot réunit les meilleures compétences autour de lui ; sponsors, architectes navals, ingénieurs, tacticiens et équipiers pour participer quatre fois à la Coupe Louis-Vuitton :
- 1987 : demi-finaliste avec French Kiss à Fremantle (Australie)[10] ;
- 1992 : demi-finaliste avec Ville de Paris à San Diego (États-Unis) ;
- 1995 : France 2 à San Diego (États-Unis) ;
- 2000 : First America’s Cup Swiss à Auckland (Nouvelle-Zélande).

Durant ces vingt-cinq années de compétition Marc Pajot a géré et supervisé la création et la construction de quinze bateaux de quinze à trente mètres.

### Yacht broker
Depuis 2000, Marc Pajot combine une activité de yacht broker où il délivre ses services de yacht selection et une activité de Marina Consultant à travers laquelle il accompagne les projets de conception et d’aménagement de marina dans le monde entier.

### Condamnation pour le délit d'atteinte sexuelle sur mineure
Le 15 novembre 2018, Marc Pajot est condamné en première instance par le tribunal correctionnel de Draguignan (Var), à quatre ans de prison avec sursis, pour « atteinte sexuelle » sur son ex-belle-fille en 2003. Le navigateur a reconnu avoir caressé la poitrine et le ventre de la victime, alors âgée de 16 ans. Il s'est agi d'« un fait unique dans sa vie », selon son avocat. Cette condamnation s'accompagne d'une inscription au fichier judiciaire national automatisé des auteurs d'infractions sexuelles (FIJAISV).

## Palmarès
- Dériveurs :
  - cinq fois champion de France en dériveur ;
  - vice-champion du monde de 505 (1969) ;
  - vice-champion d'Europe en 470 (1968) ;
  - champion du monde de 505 (1974)[12] ;
  - champion du monde de Flying Dutchman (1975) ;
  - 3e au championnat du monde de 5,50 mètres jauge international (1994) ;
  - médaille d'or des jeux pré-olympiques de Montréal en Flying Dutchman (1975) ;
  - médaille d'or des Jeux méditerranéens en Flying Dutchman (1975).
- Jeux olympiques :
  - médaille d’argent aux Jeux olympiques de Munich en Flying Dutchman (1972) ;
  - sélectionné français aux Jeux olympiques de Montréal (1976).
- Courses au large :
  - chef de quart à bord de Pen Duick VI d'Éric Tabarly pendant la totalité de la première course autour du monde (1973-74) ;
  - équipier d'Éric Tabarly pendant la Transat en double (Lorient-les Bermudes-Lorient) à bord de l'hydrofoil Paul Ricard arrivé second ;
  - 1980 : 5e de la transat anglaise  à bord de l'hydrofoil Paul Ricard[13] ;
  - à bord du catamaran géant Elf Aquitaine : 1er de la course La Baule-Dakar (1980)[4] ;
  - 1er trophée des multicoques (1981, 1982, 1985) ;
  - 2e de la Transat en double (1981) (équipier Paul Ayasse) ;
  - 2e la Rochelle, la Nouvelle-Orléans (1982), record de traversée de l'Atlantique Nord en 9 jours 10 h 6 min 34 s ;
  - 1er de la Route du Rhum en solitaire (1982)[7], champion du monde de course au large (1980-84) ;
  - 2e à Newport de la Transat en solitaire (1984) à bord du catamaran Elf-Aquitaine II[14],[15] ;
  - Champion du monde du circuit international des 50 pieds jauge IOR (1993) ;
  - Record de traversée de la Méditerranée en monocoque en 29 h 7 min 15 s (1996).
- Coupe de l'America :
  - 5e au championnat du monde des 12 mètres J.I. à bord de French Kiss (1986) ;
  - demi-finaliste de la coupe Louis-Vuitton à bord de French Kiss (1987) ;
  - 1er des Internationaux de France de match racing (1989) ;
  - demi-finaliste de la coupe Louis-Vuitton à bord de Ville de Paris (1992) ;
  - 5e de la coupe Louis-Vuitton à bord de France 2 et 3 (1995) ;
  - directeur de projet (1997) et skipper du premier défi suisse pour la coupe de l'America (2000) ;
  - initiateur et président du Défi Team French Spirit pour la 33e coupe de l'America (2010).
- Membre de l'Académie de marine[1] (depuis 2008[réf. nécessaire]).

## Distinctions
- Seul sportif à avoir été à deux reprises lauréat du Prix Guy Wildenstein de l'Académie des sports, en 1975 (avec Yves) et 1981.
- Chevalier du Mérite Maritime
- Officier dans l’ordre national du Mérite (suspendu le 9 janvier 2020 pour une durée de 7 ans[16])
- Médaille de Vermeil de la Ville de Paris

## Œuvres
- Olivier Pérétie, Un catamaran pour vaincre : Elf Aquitaine, Versailles, Éditions du Pen Duick, 1983, 96 p. (ISBN 2-85513-090-5, EAN 9782855130903)
- Luc Samson et Marc Pajot, Voile, Paris, Hatier, 1985, 125 p. (ISBN 2-7002-0317-2 (édité erroné), BNF 34911702)
- Marc Pajot, Défi à la Coupe de l'America, Paris, éditions Rivages, 1987, 122 p. (ISBN 2-86930-059-X)
- Marc Pajot, Marc Pajot : des J.O. à la Coupe de l'America, Paris, éditions Robert Laffont, 1991, 156 p. (ISBN 2-221-07098-4)
- Marc Pajot, La coupe de l'America : notre défi, Paris, éditions Robert Laffont, 1992, 159 p. (ISBN 2-221-07100-X)